# Quỷ ám: Tín đồ
Quỷ ám: Tín đồ (tên tiếng Anh: The Exorcist: Believer) là bộ phim kinh dị siêu nhiên của Hoa Kỳ năm 2023 được đạo diễn bởi David Gordon Green với kịch bản do Peter Sttar và Green cùng chấp bút từ cốt truyện của Scott Teems, Danny McBride và Green. Đây cũng là phần phim thứ sáu của loạt phim The Exorcist và cũng là phần hậu truyện trực tiếp của The Exorcist (1973) với các nội dung của các phần phim hậu và tiền truyện trước sẽ bị bỏ qua. Phim còn có sự góp mặt của dàn diễn viên nổi tiếng bao gồm Leslie Odom Jr., Ann Dowd, Jennifer Nettles, Norbert Leo Butz, Lidya Jewett, Olivia Marcum và Ellen Burstyn.
Quỷ ám: Tín đồ được dự kiến sẽ phát hành tại Hoa Kỳ vào ngày 13 tháng 10, 2023 do Universal Pictures phân phối. Và đây sẽ là phần phim đầu tiên trong bộ ba phim mới của The Exorcist.

## Tiền đề
Các bậc phụ huynh của các cô gái bị ma ám đang tuyệt vọng tìm kiếm sự giúp đỡ và họ đã được dẫn đường đến gặp Chris MacNeil, một người có những trải nghiệm tương tự họ.

## Diễn viên
- Leslie Odom Jr. thủ vai Victor Fielding[4]
- Ann Dowd[5]
- Jennifer Nettles[6]
- Norbert Leo Butz
- Lidya Jewett thủ vai Angela Fielding[4]
- Olivia Marcum thủ vai Katherine[4]
- Ellen Burstyn thủ vai Chris MacNeil, một cựu điễn viên, người có cô con gái Regan bị ám.[7]
- Okwui Okpokwasili[8]
- Raphael Sbarge[9]

## Sản xuất

### Phát triển
Tháng 8, 2020, có thông tin về việc Morgan Creek Entertainment sẽ sản xuất một phần phim mới của loạt phim The Exorcist như một phần phim khởi động lại (reboot). Phim được hãng phim dự kiến sẽ công chiếu tại rạp vào năm 2021. Ben Pearson của Slash Film đã lưu ý rằng hãng phim đã tuyên bố rằng sẽ "không bao giờ làm lại (remake) The Exorcist" nhưng họ cũng sẽ nhận được "sự chúc phúc từ các nhà sáng tạo gốc trước khi họ tiếp tục làm những phần mới".
Vào tháng 12, 2020, bộ phim đã được làm rõ ràng đây là bộ dự án được phát triển sẽ là phần hậu truyện trực tiếp và sẽ tiếp nối bới phần phim gốc với  David Gordon Green sẽ ngồi vào chiếc ghế đạo diễn phim qua các cuộc đàm phán đầu tiên. Jason Blum, David Robinson và James Robinson sẽ đảm nhận vai trò nhà sản xuất phim. Tháng 7 năm 2021, có thông báo về việc bộ ba hậu truyện đang được phát triển và Green được thuê để đạo diễn phần phim đầu tiên với kịch bản do anh đồng chấp bút cùng Peter Sattler được sáng tạo từ cót truyện gốc của chính anh cùng Scott Teems và Danny McBride sáng tạo. Green, McBride, Couper Samuelson và Stephanie Allain sẽ tham gia làm giám đốc sản xuất cho bộ phim. Trước khi mua bản quyền câu chuyện từ Morgan Creek Entertainment, nhóm biên kịch và Blum đã dành đầu năm 2020 để nghĩ ra câu chuyện qua Zoom.
Các dự án sẽ là sản phẩm liên doanh giữa Blumhouse Productions và Morgan Creek Entertainment với Universal Pictures sẽ là nhà phân phối. Universal cũng đã hợp tác với Peacock để mua bản quyền phân phối với giá trị tổng là 400 triệu Đô la Mỹ. Phần hai và ba của bộ ba phim sẽ được chọn làm bộ phim độc quyền tiềm năng của Peacock. Đến tháng 10 năm 2021, Green cũng đã bày tỏ ý định sẽ đạo diễn cả ba phần phim với kịch bản phác thảo của hai phần phim còn lại cũng đã được hoàn thành sau khi anh cùng viết với Sattler.

### Tuyển vai
Ellen Burstyn sẽ trở lại với vai diễn Chris MacNeil của cô trong phần phim gốc, bên cạnh Leslie Odom Jr. sẽ thủ vai cha của cô gái bị ám đang tìm kiếm từ giúp đỡ từ Chris. Ngoài ra, phim còn có sự tham gia của Ann Dowd, Lidya Jewett, Olivia Marcum và Okwui Okpokwasili trong các vai diễn không được tiết lộs. Raphael Sbarge cũng tham gia vào dàn diễn viên với vai diễn một mục sư. Jennifer Nettles cũng được xác nhận sẽ đảm nhận một "vai chính" trong bộ phim.

### Quay phim
Đầu năm 2022, Burstyn đã tuyên bố rằng cô đã hoàn thành sản xuất các phần vai trò của mình trong phim. Trong khi trước đó, Green vừa thông báo rằng ông bắt đầu sản xuất phần hậu truyện này sau khi hoàn thành bộ phim Halloween Ends, do tuổi tác cũng như các rủi ro trong đại dịch COVID-19, đội sản xuất đã làm việc gấp rút với Burstyn để đảm bảo các phần của cô được hoàn thành đầy đủ cho bộ phim.
Quá trình quay phim chính của phim được bắt đầu tại Atlanta và Savannah, Georgia vào tháng 11 năm 2022. Burstyn cũng đã trở lại trong tháng đó để quay lại một số phân cảnh. Vào giữa tháng 12, quá trình sản xuất đã ngừng lại sớm cho những kỳ nghỉ lễ sau khi Leslie Odom Jr. gặp "một số vấn đề sức khỏe không xác định". Đoàn phim chính thức đóng máy vào đầu tháng 3 năm 2023.

## Phát hành
Quỷ ám: Tín đồ được phân phối bởi Universal Pictures vào ngày 13 tháng 10, 2023.

## Tương lai
Vào tháng 7 năm 2021, hai phần phim hậu truyện tiếp theo của phim được xác nhận đang được phát triển bởi cùng một đội sáng tạo bao gồm Green, McBride, Sattler và Teems. Và phần phim đầu tiên trong hai phim hậu truyện, The Exorcist: Deceiver sẽ công chiếu tại các rạp vào ngày 18 tháng 4, 2025.